# パヴェル・ママエフ
パヴェル・ママエフ（Pavel MAMAEV、1988年9月17日 - ）は、ロシア・モスクワ出身のサッカー選手。ポジションはミッドフィールダー。元ロシア代表。

## 経歴

### クラブ
FCトルペド・モスクワのアカデミー出身。2007年7月、PFC CSKAモスクワへ加入。同月29日のFCヒムキ戦でCSKAの一員としてデビューした。加入当初から背番号は「11」を着けていたが、当時「13」を着けていたマルク・ゴンサレスが元々「11」を好んで着けるため、慣れ親しんだ「11」をM・ゴンサレスに譲り、2011-12シーズンからは、以前ミロシュ・クラシッチが着けていた「17」を着けることになった。2013年7月、FCクラスノダールへのレンタル移籍が決定。
同年12月、クラスノダールが買い取りオプションを行使して完全移籍で獲得することを発表した。契約期間は3年。
2018年10月8日、ママエフと友人のアレクサンドル・ココリン、ココリンの弟や友人ら5人がモスクワ市内の路上で騒いでいたところを注意したテレビ局のドライバーに暴行を加え、さらにその後もカフェでママエフらの騒ぎを注意したロシア産業貿易省の職員にも暴行を加えたことで逮捕されたと報じられた。その暴行の場面は防犯カメラによって撮影されており、瞬く間に映像が出回ったことで非難を浴び、ママエフらは泥酔状態にあったとも報じられる。ママエフとココリンは2019年2月まで勾留された後、ママエフは禁錮17ヵ月、ココリンは禁錮18ヵ月の有罪判決を受け、2019年5月には収監されたと報じられている。同年9月6日に仮釈放されるも、所属していたクラスノダールから解雇された。
2019年9月28日、FCロストフへ2年契約で移籍した。
2021年12月20日、FCヒムキへ移籍した。

### 代表
ロシア代表としては、U-21代表を経て、フース・ヒディンク体制では何回か招集されたが、出場機会はなかった。2010年11月17日のベルギー戦でA代表デビューを飾った。

## 獲得タイトル
クラブ
PFC CSKAモスクワ
- ロシア・プレミアリーグ 2012-13
- ロシア・カップ 2008, 2009, 2011, 2013
- ロシア・スーパーカップ 2009, 2013